# Claußnitz
Cet article possède un paronyme, voir Clausnitz.
Claußnitz est une commune de Saxe (Allemagne), située dans l'arrondissement de Saxe centrale, dans le district de Chemnitz, située non loin de Chemnitz.

## Personnalités liées à la commune
Le compositeur Daniel Gottlob Türk (1750-1813) est né à Claußnitz.

## Jumelages
- Nová Ľubovňa (Slovaquie)